# Aquí también pasa
Aquí también pasa (#AquíTambiénPasa) es un acto de protesta estudiantil iniciado en 2018 por un grupo de alumnas de licenciatura de El Colegio de México para denunciar el acoso sexual, hostigamiento sexual y violencia de género que se vive cotidianamente dentro de las instalaciones de esta institución de educación superior mexicana. Las alumnas llenaron las instalaciones de testimonios anónimos impresos, acompañados del hashtag #AquíTambiénPasa, para denunciar la violencia machista que viven todos los días por parte de profesores, compañeros y personal administrativo dentro de una de las instituciones educativas más reconocidas del país.

## Origen
El 13 de noviembre de 2018, estudiantes de El Colegio de México empapelaron las paredes de la institución con diversos testimonios sobre acoso sexual y discriminación de género que vivieron en dentro de la misma. Se usó el hashtag #AquíTambiénPasa para darle seguimiento a la campaña en las redes sociales. Entre las denuncias, había acusaciones de violencia sexual, actitud condescendiente, trato diferenciado hacia las alumnas y encubrimiento de profesores con denuncias de acoso sexual, entre otras. El 22 de noviembre, 9 días después del acto de protesta, se publicó en el portal Nexos un posicionamiento de las alumnas del Centro de Estudios Internacionales que organizaron este acto. En éste se denunció la falta de respuesta de las autoridades cuando se denunciaron los casos de acoso por la vía institucional y se señaló la existencia de un vacío en el mecanismo temporal diseñado para estos casos. Incluso, en el Reglamento General de Estudiantes, se consideran faltas graves de los estudiantes "cometer actos de acoso sexual, hostigamiento sexual o violencia de género a cualquier miembro de la comunidad de El Colegio en sus instalaciones o durante el desarrollo de actividades organizadas por la Institución"; sin embargo, no está explícito el procedimiento que se seguiría en caso de denuncia.

## Respuesta
A partir de este acto de denuncia, hubo reacciones de estudiantes de otras universidades para denunciar el acoso. De hecho, las organizaciones estudiantiles del ITAM, "Cuarta Ola", y de la Escuela Libre de Derecho, "Mujeres Libres ELD", lanzaron un cuestionario para recabar testimonios de acoso y violencia de las alumnas de sus instituciones respectivamente, para darle seguimiento al movimiento #AquíTambiénPasa. Asimismo, la colectiva feminista del CIDE, "CIDEfem", se sumó a las muestras de apoyo y reiteraron su compromiso con la lucha contra el acoso en los entornos educativos. Las estudiantes de estas colectivas afirmaron que uno de los mayores problemas es la inexistencia de protocolos de acción y prevención o la ineficacia de éstos para llevar a un buen término las denuncias realizadas.
Por su parte, El Colegio de México emitió un comunicado en el que se compromete a crear un "Modelo de Igualdad de Género" para garantizar las mismas oportunidades entre hombres y mujeres dentro de la institución. Asimismo, se comprometió a realizar un Protocolo para prevenir y atender el acoso y hostigamiento sexuales, el cual ya estaba en proceso de redacción al momento de la protesta; sin embargo, en el comunicado firmado por la entonces presidenta Silvia Giorguli Saucedo se reafirmó la urgencia de concluir el protocolo para el primer trimestre de 2019.

## Creación del protocolo
Desde 2018, El Colegio de México comenzó un proceso de elaboración de un protocolo mediante un diagnóstico interno y reuniones con diversos especialistas. A inicios de 2019, tras la denuncia colectiva mediante el #AquíTambiénPasa, se difundió un primer borrador del protocolo. Éste fue sometido a revisión por parte de la Sociedad de Estudiantes y representantes de cada programa estudiantil para su retroalimentación antes de ser publicado.